# شاربي (قلم لبدي)
شاربي هي علامة تجارية للأدوات الكتابية  (بشكل أساسي الأقلام اللبدية الدائمة) تصنعها شركة نيويل براندز مقرها الرئيسي مدينة أتلانتا بولاية جورجيا بالولايات المتحدة الأمريكية. في البداية كان شاربي هو قلم لبدي دائم، ثم توسعت منتجات الشركة على نطاق كبير وأصبحت منتجات شاربي تضم أقلام وأقلام لبدية دائمة ومؤقتة، كما ضمت أقلام تأشير كانت تُسوق فيما قبل تحت أسماء علامات تجارية أخرى.

## التاريخ
أُطلق اسم «شاربي» في الأصل على قلم تأشير دائم أطلقته شركة سانفورد إنك عام 1964. كان شاربي في ذلك الوقت هو أول قلم لبدي دائم على شكل قلم. استحوزت شركة نيويل كومبانيز (عرُفت فيما بعد بنيويل ربرميد) في 1990 على شاربي كونها جزءً من سانفورد التي كانت من رائدي صناعة الأدوات الكتابية وتسويقها. تم بيع 200 مليون قلم شاربي في عام 2011 في جميع أنحاء العالم. يتم تصنيع أقلام شاربي في ميكسيكالي بولاية باها كاليفورنيا بالمكسيك، ومارفيل بولاية تينيسي في الولايات المتحدة الأمريكية، بالإضافة إلى العديد من الشركاء العالميين في دول أخرى.

## في الثقافة المجتعية

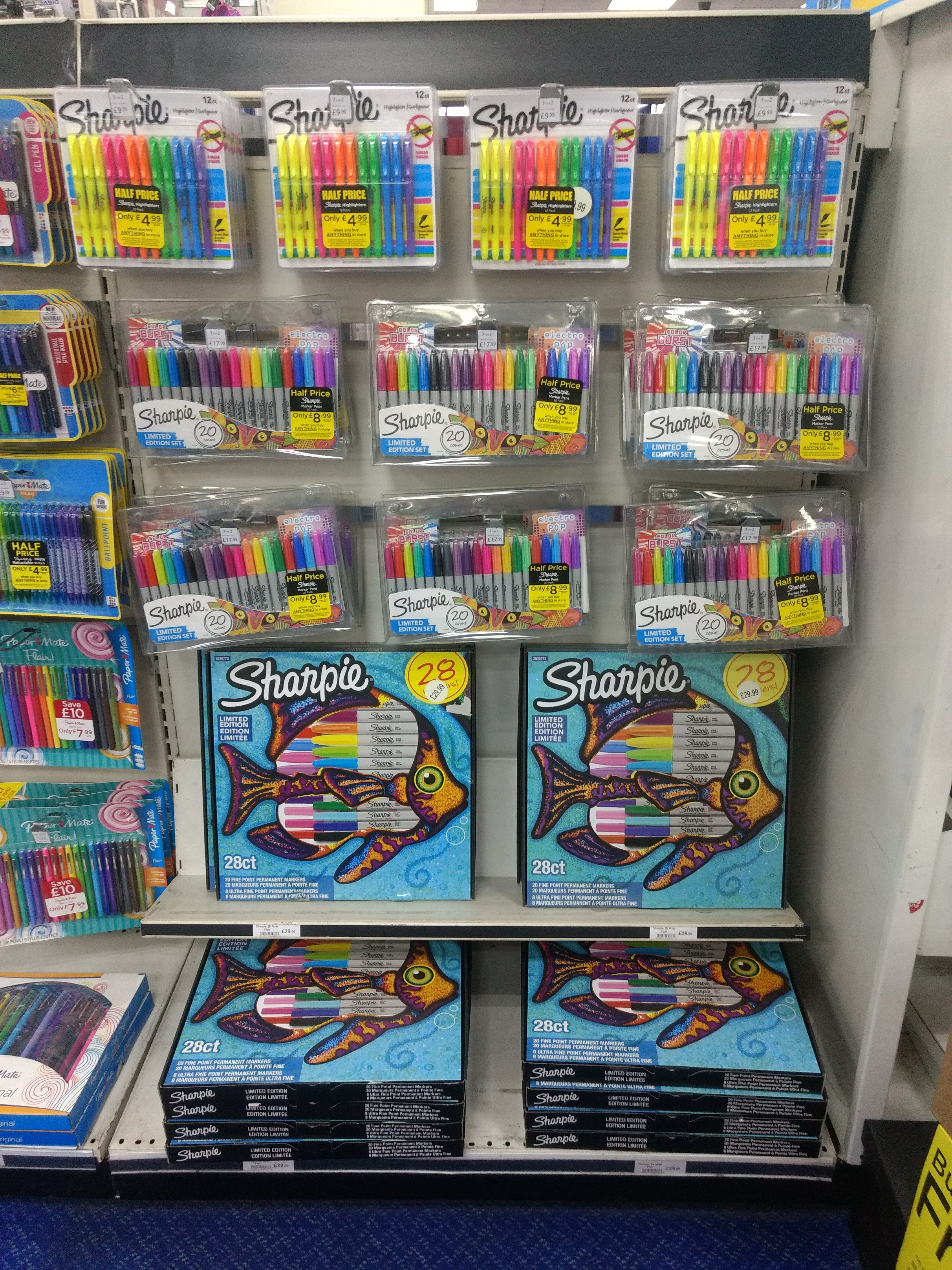
أقلام شاربي معروضة للبيع في متجر في لندن.

خلال إحدى مباريات دوري كرة القدم الوطني ليلة الإثنين ضد فريق سياتل سيهوكس في 14 أكتوبر 2002، أخرج تيريل أوينز، مستقبل فريق سان فرانسيسكو 49، قلم تحديد أسود من جوربه للتوقيع على الكرة التي أمسكها ليسجل هدفًا ثم أعطى الكرة لمستشاره المالي، الذي كان في المدرجات.
تم تصنيع أقلام شاربي منتجع كامب ديفيد خصيصًا لرئيس الولايات المتحدة جورج دبليو بوش.
أقلام التحديد هي أداة الكتابة المفضلة لرواد الفضاء على متن محطة الفضاء الدولية نظرًا لإمكانية استخدامها في حالة انعدام الجاذبية. ووفقًا لرائد الفضاء الكندي كريس هادفيلد، الذي تولى قيادة محطة الفضاء الدولية في الفترة 2012-2013، "يمكنك حملها بأي طريقة وستظل تعمل".
يُعرف عن الرئيس الأمريكي دونالد ترامب تفضيله لاستخدام أقلام شاربي لتوقيع الوثائق الحكومية الرسمية، كما فعل عندما أعطى توقيعاته.

في سبتمبر 2019، تورط ترامب في جدل "Sharpie-gate"، كما ذكرت شبكة سي ان ان: "دافع ترامب عن خريطة معدلة بقلم شاربي لمسار إعصار دوريان المتوقع".

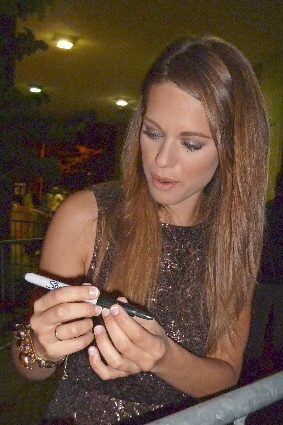
الممثلة ليندسي فونسيكا تتعامل مع قلم شاربي في مهرجان تورنتو السينمائي لعام 2010.